# Ramón de Algeciras
Ramón de Algeciras (* 5. Februar 1938 als Ramón Sánchez Gómez in Algeciras, Provinz Cádiz; † 20. Januar 2009 in Madrid) war ein spanischer Flamenco-Gitarrist.

## Leben
Ramón de Algeciras stammte aus einer Musikerfamilie. Seine beiden jüngeren Brüder Pepe de Lucía (José Sánchez Gómez) und Paco de Lucía (Francisco Sánchez Gómez, dessen Lehrer er über viele Jahre war), sind bzw. waren ebenfalls Flamenco-Musiker. Ramón war der Onkel der spanischen Pop-Sängerin Malú. Nach ihrer musikalischen Anfangszeit in Andalusien setzten die Sánchez-Brüder ihre Karriere in Madrid fort.
Er arbeitete mit zahlreichen Flamenco-Künstlern zusammen, so von 1957 bis 1968 mit Juanito Valderrama, von 1966 bis 1968 mit dem Ballet von Antonio und mit Camarón de la Isla. Mit seinen Brüder Pepe und Paco de Lucía sowie dem Flötisten und Saxophonisten Jorge Pardo, dem Bassisten Carles Benavent und dem brasilianische, 1954 geborenen Percussioniste Rubem Dantas, bildete er ein Sextett.

## Diskografie

### Aufnahmen mit Paco de Lucía

#### Aufnahmen als Gitarren-Duo
- Canciones andaluzas para 2 guitarras (1967)
- Dos guitarras flamencas en America Latina (1967)
- 12 hits para 2 guitarras flamencas y orquesta de cuerda (1969)
- Paco de Lucía y Ramón de Algeciras en Hispanoamérica (1969)

#### Studio- und Livealben (Auswahl)
- Paco de Lucía interpreta a Manuel de Falla (1978) mit der Gruppe Dolores
- Solo quiero caminar (1981) Paco de Lucía Sextett
- Live One Summer Night (1984) Paco de Lucía Sextett
- Live in America (1993) Paco de Lucía Sextett

### Aufnahmen als Gesangsbegleiter
- Grandes Guitarras del Flamenco: Ramón de Algeciras (1994) Kompilation, u. a. mit Gabriel Moreno, La Susi, Agustín el Gitano, La Sallago, Chato de la Isla, Paco Toronjo